# DeMolay International
DeMolay International, gegründet als Orden von DeMolay, ist eine internationale Jugendorganisation freimaurerischen Ursprungs für männliche Jugendliche im Alter von 12 bis 21 Jahren. Sie wurde 1919 in den Vereinigten Staaten von Frank Sherman Land gegründet und nach Jacques de Molay, dem letzten Großmeister des Templerordens, benannt. Die Organisation legt besonderen Wert auf Charakterbildung, moralische Werte und die Förderung von Führungsqualitäten bei jungen Männern. DeMolay gilt als eine der größten Jugendbruderschaften dieser Art und ist heute weltweit in rund 30 Ländern mit über 600 lokalen Gruppen (Chapters) und etwa 14.000 aktiven Mitgliedern vertreten.

## Geschichte

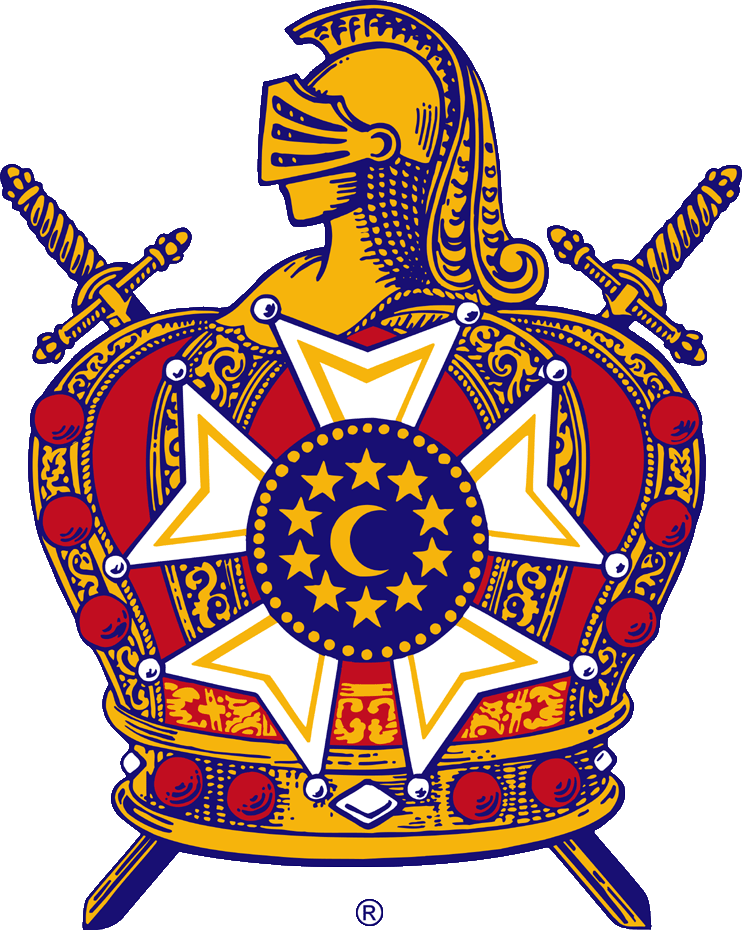
Wappen von DeMolayInternational

Die Gründung des Ordens geht auf die Nachwirkungen des Ersten Weltkriegs zurück: Viele Jungen verloren in dieser Zeit ihre Väter und suchten Orientierung und Mentoren. Vor diesem Hintergrund initiierte der Freimaurer Frank Sherman Land im Frühjahr 1919 in Kansas City (Missouri) eine Jugendgruppe, der zunächst neun jugendliche Mitglieder angehörten. Einer davon war der 17-jährige Louis Lower, den Land als Ersten aufnahm und der weitere Freunde hinzuzog. Land schlug den Jugendlichen den historisch bedeutsamen Jacques de Molay als Vorbild vor – einen Ritter, der trotz Folter bis zu seinem Tod 1314 seinen Prinzipien treu blieb. Die Geschichte de Molays begeisterte die Gruppe, die sich daraufhin den Namen „Orden DeMolay“ gab. Am 24. März 1919 fand die offizielle Gründungszeremonie statt. Bereits im selben Jahr beauftragte Land seinen Freund Frank A. Marshall, ein Ritual für die junge Bruderschaft auszuarbeiten, um der Gruppe eine besondere Prägung zu geben.
In den 1920er-Jahren wuchs DeMolay rasch über Kansas City hinaus. 1921 wurde ein erster Supreme Council (Oberster Rat) als Leitungsorgan gegründet, dem ausschließlich erwachsene Freimaurer angehörten. In kurzer Zeit entstanden zahlreiche lokale Chapters in den Vereinigten Staaten; 1923 folgte mit Kanada das erste Chapter außerhalb der USA. Bis 1930 hatten den Orden Hunderttausende Mitglieder durchlaufen; viele Freimaurerlogen unterstützten die Jugendarbeit aktiv. Nach dem Tod des Gründers Frank S. Land im November 1959 erreichte DeMolay Anfang der 1960er Jahre einen Höhepunkt an Verbreitung und Anerkennung: 1963 zählte man über 170.000 aktive Mitglieder in rund 2.500 Chaptern in 12 Ländern. In jenem Jahr unterzeichneten die führenden Vertreter zahlreicher US-amerikanischer und internationaler Freimaurerorganisationen in Washington, D.C. eine gemeinsame Deklaration zur Unterstützung von DeMolay. Diese bekräftigte die ideelle und finanzielle Förderung der Jugendarbeit, ohne jedoch die inhaltliche Unabhängigkeit des Ordens anzutasten. Zum 50-jährigen Jubiläum 1969 sowie erneut 2013 (zum 100. Geburtstag von Frank Land) wurden diese Unterstützungszusagen feierlich erneuert.
In den folgenden Jahrzehnten erlebte DeMolay insbesondere in Nordamerika einen Rückgang der Mitgliedszahlen, während es in anderen Teilen der Welt Fuß fasste. Insgesamt hat die Organisation seit ihrer Gründung über eine Million Jugendliche erreicht, darunter zahlreiche bekannte Persönlichkeiten wie Bill Clinton, Walt Disney und Edgar Mitchell, die in ihrer Jugend aktive DeMolays waren. Im Jahr 2019 feierte DeMolay International sein 100-jähriges Bestehen mit weltweiten Veranstaltungen und Rückbesinnung auf die Gründungsideale.

## Aktivitäten
DeMolay-Chapter treffen sich in der Regel zwei- bis viermal im Monat zu formellen Zusammenkünften, die durch ein vom Orden vorgegebenes Ritual eröffnet und geschlossen werden. Zwischen diesen feierlichen Teilen planen und organisieren die jugendlichen Mitglieder eigenständig ihre Aktivitäten und führen die Chapter-Geschäfte (Projekte, Kassenführung, Aufnahme neuer Mitglieder etc.) unter Anleitung der erwachsenen Betreuer. Typische Aktivitäten eines Chapters umfassen gemeinnützige Projekte und Wohltätigkeitsaktionen in der Gemeinde, Bildungsangebote sowie Freizeit- und Sportveranstaltungen. Beispielsweise veranstalten DeMolay-Gruppen Sportturniere oder Ausflüge (etwa Fußballspiele, Kartfahren oder Paintball) und organisieren Tanzabende gemeinsam mit den Schwesternorganisationen der Freimaurerei. Ebenso nehmen die Jugendlichen an regionalen und nationalen Treffen, sogenannten Conclaves oder Kongressen, teil, wo sie an Workshops zur Persönlichkeitsentwicklung und Führungsfertigkeit mitwirken.
Ein Schwerpunkt der DeMolay-Arbeit liegt auf der Vermittlung von Verantwortungsbewusstsein und Führungsfähigkeiten. Jedes Chapter wird von den Jugendlichen selbst verwaltet: Es gibt gewählte Amtsinhaber (darunter der Master Councilor als Vorsitzender sowie dessen Stellvertreter), die für einen bestimmten Zeitraum die Leitung übernehmen. Diese jungen Führungskräfte sammeln Erfahrungen in Projektmanagement, Öffentlichkeitsarbeit und Teamarbeit, indem sie Zusammenkünfte leiten, Aktivitäten planen und Entscheidungen im Chapter demokratisch abstimmen. Unterstützt werden sie dabei von erwachsenen Beratern („Dad“ Advisors und „Mom“ Advisors), die oft selbst Freimaurer oder Senior DeMolays sind und eine beratende Aufsichtsfunktion ausüben. Die aktive Mitgliedschaft endet mit dem Erreichen des 21. Lebensjahres; ältere ehemalige Mitglieder (Senior DeMolays) können der Organisation aber in Mentor- und Ehrenfunktionen verbunden bleiben.

## Werte und Ziele
Die pädagogische Ausrichtung von DeMolay basiert auf sieben Grundwerten, den sogenannten Kardinaltugenden des Ordens. Diese lauten: Elternliebe, Ehrfurcht, Höflichkeit, Freundschaft, Treue, Reinheit und Heimatliebe. Diese Tugenden werden in den Ritualen und Aktivitäten von DeMolay immer wieder betont und sollen die jungen Mitglieder zu verantwortungsbewussten und charakterstarken Persönlichkeiten formen. Das offizielle Leitmotiv der Organisation besteht darin, „bessere Söhne und zukünftige bessere Männer“ heranzubilden. DeMolay International betont die Wichtigkeit von Charakter und Werten als Fundament der Jugenderziehung.
DeMolay hat einen Ethikkodex, der aus den folgenden Aussagen besteht:
- Ein DeMolay dient Gott.
- Ein DeMolay ehrt alle Frauen.
- Ein DeMolay liebt und ehrt seine Eltern.
- Ein DeMolay ist ehrlich.
- Ein DeMolay ist seinen Idealen und Freunden treu.
- Ein DeMolay arbeitet ehrlich.
- Das Wort eines DeMolay ist so gut wie sein Ehrenwort.
- Ein DeMolay ist höflich.
- Ein DeMolay ist jederzeit ein Gentleman.
- Ein DeMolay ist sowohl in Friedens- als auch in Kriegszeiten ein Patriot.
- Ein DeMolay ist rein in Geist und Körper.
- Ein DeMolay steht unerschütterlich für die öffentlichen Schulen.
- Ein DeMolay genießt stets den Ruf eines guten und gesetzestreuen Bürgers.
- Ein DeMolay muss durch Vorbild und Beispiel die hohen Standards wahren, zu denen er sich verpflichtet hat.

Das Motto der Organisation lautet: „Kein DeMolay soll als Bürger, als Anführer und als Mensch scheitern.“

## Organisation

### Chapter
Die Basis der Organisation bilden die lokalen Jugendgruppen, Chapter genannt. Ein Chapter besteht idealerweise aus mindestens einer Handvoll aktiver Mitglieder (Jugendliche zwischen 12 und 21 Jahren) und wird von einem Beirat erwachsener Freiwilliger betreut. Jedes Chapter benötigt die offizielle Patenschaft einer regulären freimaurerischen Körperschaft (etwa einer Loge). Diese stellt in der Regel auch das Gebäude für Treffen zur Verfügung und unterstützt das Chapter bei Bedarf materiell. Die Chapter tragen häufig Namen, die auf historische Persönlichkeiten oder örtliche Bezüge verweisen, und verfügen über eine eigene Satzung im Rahmen der Gesamtorganisation. Die Leitung eines Chapters obliegt den Jugendlichen selbst, während die erwachsenen Berater die Einhaltung der Regeln (insbesondere zur Sicherheit und den Wertevorstellungen) gewährleisten. Chapters kommen normalerweise in regelmäßigen Abständen (z. B. wöchentlich oder zweiwöchentlich) zu Treffen zusammen.

### Jurisdiktionen
Mehrere benachbarte Chapter sind meist in sogenannten Jurisdiktionen zusammengefasst, die häufig den politischen Verwaltungseinheiten entsprechen (z. B. Bundesstaaten in den USA, Länder oder Regionen international). An der Spitze jeder Jurisdiktion steht ein von DeMolay International berufener Executive Officer – in der Regel ein erfahrener Freimaurer oder Senior DeMolay –, der die Aufsicht über die Chapter seiner Region führt. Ihm zur Seite stehen weitere Koordinatoren, unter anderem gewählte Jugendsprecher auf Regionenebene (z. B. ein State Master Councilor in den USA), welche die Interessen der aktiven Mitglieder vertreten.

### Führungsgremium
Die Gesamtleitung obliegt dem International Supreme Council (ISC) von DeMolay International, dem obersten Rat. Dieses Gremium besteht ausschließlich aus Erwachsenen (Freimaurern und verdienten Senior DeMolays), welche als Delegierte der jeweiligen Jurisdiktionen im ISC sitzen. Der ISC tagt in der Regel jährlich und beschließt über grundlegende Angelegenheiten wie Ritualänderungen, Verfassung und Statuten, Aufnahme neuer Länder sowie über die Wahl des Grand Council. An der Spitze steht der Grand Master of DeMolay International, der höchste ehrenamtliche Würdenträger des Ordens, der meist für ein Jahr gewählt wird. Eine Besonderheit der internationalen Struktur ist, dass in einigen Ländern eigenständige nationale Oberste Räte bestehen, welche jedoch mit dem ISC zusammenarbeiten und sich koordinieren. Daneben gibt es einen Kongress, der sich aus gewählten Jugendführern zusammensetzt sowie einen Board of Directors, bestehend aus 19 Personen.
Der formelle Sitz der Verwaltung von DeMolay International befindet sich in Kansas City, Missouri, wo sich das Service & Leadership Center – die Geschäftsstelle des Ordens – befindet. DeMolay International ist als gemeinnützige Organisation (501(c) organization) registriert und finanziert sich aus Mitgliedsbeiträgen, Spenden sowie Unterstützungen befreundeter freimaurerischer Körperschaften. Die Organisation unterhält zudem eine Stiftung (DeMolay Foundation) zur Förderung von Stipendien und Ausbildungsprogrammen für Mitglieder.

## Initiation und Rituale
Die rituellen Zeremonien spielen bei DeMolay eine zentrale Rolle, um den Mitgliedern die Werte und Traditionen des Ordens zu vermitteln. Das Aufnahmeritual wurde 1919 von Frank A. Marshall, einem befreundeten Journalisten und Freimaurer, im Auftrag von Frank S. Land verfasst. Es besteht aus zwei Graden (Stufen): dem Initiations- oder Einweihungsgrad (Initiatory Degree) und dem DeMolay-Grad (DeMolay Degree). Im ersten Grad legen die Kandidaten – die „Brüder“ genannt werden, sobald sie aufgenommen sind – feierlich Versprechen ab, die den sieben Kardinaltugenden entsprechen. In einer symbolischen Reise durch mehrere Stationen werden ihnen die Werte wie Elternliebe, Ehrfurcht und Kameradschaft in Form von allegorischen Ansprachen und kurzen szenischen Darstellungen nahegebracht. Im zweiten Grad, dem DeMolay-Grad, wird die historische Szene vom Prozess und Tod Jacques de Molays in dramatischer Form nachgestellt. Die Kandidaten erleben in einem Tableau oder Anspiel die letzten Augenblicke des Templermeisters – seine Prinzipientreue trotz Folter und Verurteilung. Diese Darstellung soll das Ideal der Loyalität gegenüber Überzeugungen und Freunden eindrücklich vermitteln. Beide Grade zusammen bilden das vollwertige Aufnahmeritual; nach deren Durchlaufen werden die Jugendlichen als vollwertige Mitglieder in den Orden aufgenommen und erhalten das DeMolay-Mitgliedsabzeichen (eine Kugelkrone mit zehn Rubinen bzw. Perlen, die an die neun ersten Mitglieder und den Gründer erinnern).
Das DeMolay-Ritual hat sich über die Jahrzehnte nur in Details verändert und bewahrt im Wesentlichen die Form, die Marshall und Land 1919 festgelegt haben. Es enthält bewusste Anleihen aus der freimaurerischen Tradition – insbesondere der schottischen Hochgradsysteme – ist jedoch eigenständig gestaltet und soll ausdrücklich nicht einfach Freimaurerei für Jugendliche imitieren.

### Auszeichnungen
Für herausragende Leistungen oder Verdienste verleiht der Orden besondere Ehrungen, die zum Teil ebenfalls im Rahmen von Ritualhandlungen vergeben werden. Zu den höchsten Auszeichnungen für aktive Mitglieder zählt der Titel Chevalier, der jungen DeMolays ab 17 Jahren für vorbildlichen Dienst am Orden und an der Gemeinschaft verliehen wird. Ältere Mitglieder oder Unterstützer können mit dem Legion of Honor (Ehrenlegion) ausgezeichnet werden – einer Würde, die unter anderem berühmten Senior DeMolays wie Walt Disney zuteilwurde. Zudem existieren weitere Leistungsabzeichen und Auszeichnungen (z. B. für Mitgliederwerbung oder schulische Erfolge), die das Engagement der Jugendlichen würdigen.

## Internationale Aktivitäten

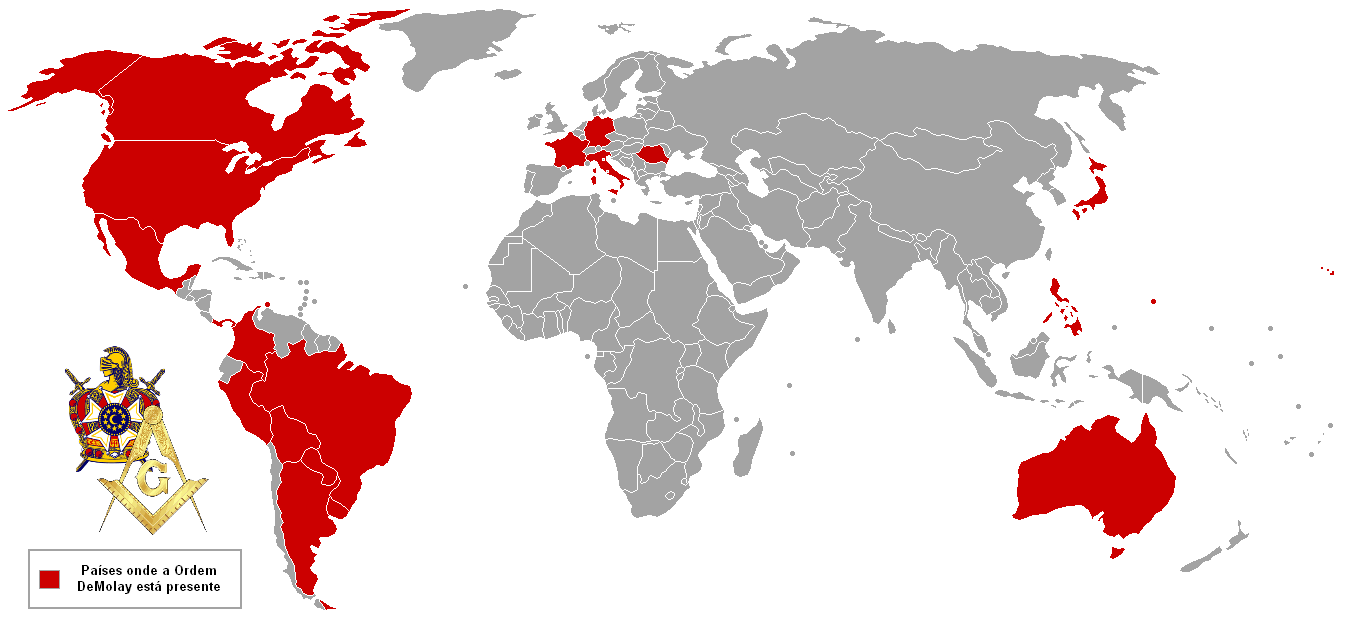
Länder mit eigenen Chaptern des Ordens

Schon wenige Jahre nach der Gründung in den USA verbreitete sich DeMolay über Nordamerika hinaus. In den 1920er Jahren entstanden Chapter in Kanada, später auch auf den Philippinen (ab 1946) und in einigen mittel- und südamerikanischen Ländern. Nach dem Zweiten Weltkrieg fasste der Orden auch in Europa Fuß. Heute ist DeMolay International (bzw. seine angeschlossenen nationalen Räte) auf allen Kontinenten außer der Antarktis und Afrika vertreten. Es gibt aktive Sektionen in Kanada, Deutschland, Australien, Japan, den Philippinen, Argentinien, Aruba, Französisch-Guayana, Uruguay, Paraguay, Peru, Bolivien, Brasilien, Ecuador (der peruanischen Jurisdiktion zugeordnet), Italien, Rumänien, Griechenland (der rumänischen Jurisdiktion zugeordnet), Frankreich, Albanien, Montenegro, Serbien, Bosnien (der serbischen Jurisdiktion zugeordnet), Bulgarien und den Vereinigten Staaten. Besonders in südamerikanischen Ländern wie Brasilien hat DeMolay eine wachsende Mitgliederzahl verzeichnen können.
Der internationale Austausch wird durch regelmäßige Veranstaltungen gefördert. DeMolay International hält jährlich eine Weltkonferenz bzw. den International Supreme Council Session (meist in Nordamerika) ab, zu der Delegierte aus allen Jurisdiktionen zusammenkommen. Im Rahmen dieser Treffen findet auch der DeMolay International Congress der Jugendvertreter statt, bei dem grenzüberschreitende Freundschaften geschlossen und gemeinsame Programme entwickelt werden. Darüber hinaus pflegen viele Länder bilaterale Kontakte; so besuchen sich etwa amerikanische und europäische Chapters gegenseitig oder entsenden Delegationen zu Jubiläumsfeiern.

### In Deutschland
In Deutschland gibt es seit der Nachkriegszeit einzelne Berührungspunkte mit dem DeMolay-Orden, doch die Etablierung einer festen Jugendorganisation verlief zunächst zögerlich. Bereits 1960 wurde in Hamburg eine Gründungsversammlung für eine DeMolay-Jugendgruppe angekündigt. Zudem entstand 1962 in Marburg die Freimaurerloge „Jacob DeMolay zum flammenden Stern“, die als besondere Johannisloge von den Vereinigten Großlogen von Deutschland (VGLvD) den Auftrag erhielt, die freimaurerische Jugendarbeit zu fördern. Unter ihrem Dach wurden in den folgenden Jahren regionale sogenannte Deputationslogen in Hamburg („Jacob DeMolay zum Nordstern“), Düsseldorf („...zum Weststern“) und München („...zum Südstern“) eingerichtet, um junge Interessenten an die Freimaurerei heranzuführen. Trotz dieser Ansätze gelang es damals nicht, ein dauerhaftes DeMolay-Jugendkapitel aufzubauen – vermutlich auch bedingt durch die geringe Zahl potentieller Mitglieder und Vorbehalte im konservativen Nachkriegs-Deutschland gegenüber „Geheimbünden“ für Jugendliche.
Erst ab den späten 1990er bzw. frühen 2000er Jahren kam es zu einer Neubelebung von DeMolay in Deutschland. Maßgeblich beteiligt waren in Deutschland stationierte amerikanische Freimaurer (insbesondere der American Canadian Grand Lodge innerhalb der VGLvD) und interessierte deutsche Brüder, die aus den USA das DeMolay-Konzept importierten. Unter ihrer Betreuung wurde ein nationales Chapter DeMolay Deutschland gegründet, das bis heute als einziges Chapter im Land fungiert. Dieses Chapter trifft sich nicht wöchentlich, sondern veranstaltet mehrere „DeMolay-Wochenenden“ im Jahr, die reihum in verschiedenen Städten stattfinden. So kamen die Mitglieder in den vergangenen Jahren z. B. in Frankfurt am Main, Köln oder Ludwigsburg zusammen, oft auf Einladung örtlicher Freimaurerlogen, die ihre Räumlichkeiten zur Verfügung stellen. Trotz eher kleinen Mitgliederzahlen bildet der deutsche Ableger einen wichtigen Bezugspunkt für freimaurerisch Gesinnte Jugendliche in Deutschland und wird von lokalen Logen unterstützt. DeMolay Deutschland untersteht direkt DeMolay International – es gibt keinen eigenständigen deutschen Großrat. Ein in Deutschland ansässiger hauptverantwortlicher Betreuer (Executive Officer) koordiniert die Aktivitäten und vertritt das Chapter gegenüber dem International Supreme Council.

## Mitglieder
Die Mitgliedschaft steht Jugendlichen aller sozialen, ethnischen und religiösen Hintergründe offen, sofern sie an ein höchstes Wesen (Gott) glauben – eine spezifische Konfessionszugehörigkeit wird nicht verlangt. Gleichzeitig unterstreicht DeMolay, dass es sich nicht um eine „Vorschule“ für die Freimaurerei handelt. DeMolay versteht sich als eigenständiger Orden, der auf den humanitären und ethischen Prinzipien der Freimaurerei aufbaut. Mitglieder werden deshalb nicht zwangsläufig später zu Mitgliedern der Fraumauerern, auch wenn viele DeMolays später Logen beitreten.
In ausgewählten Gebieten gibt es ein „Knappen“-Programm für Kinder unter 12 Jahren. Chapter können außerdem auch Mädchen als inoffizielle Mitglieder aufnehmen.

### Bekannte DeMolays
Folgende bekannte Persönlichkeiten wurden in die Hall of Fame von DeMolay International aufgenommen:
- Carl Albert, Politiker und Sprecher des Repräsentantenhauses der USA
- Cecil D. Andrus, Politiker, Gouverneur von Idaho und US-Innenminister
- Reubin Askew, Politiker und Gouverneur von Florida
- Mel Blanc, Synchronsprecher
- Frank Borman, Astronaut
- Vance D. Brand, Astronaut
- Richard Bryan, Politiker und Gouverneur von Nevada
- Mel Carnahan, Politiker und Gouverneur von Missouri
- Bill Clinton, Politiker und Präsident der Vereinigten Staaten
- Gary Collins, Schauspieler
- Walt Disney, Gründer der Walt Disney Company
- Lee S. Dreyfus, Politiker und Gouverneur von Wisconsin
- Buddy Ebsen, Schauspieler
- Paul Harvey, Hörfunkmoderator
- Burl Ives, Folk-Sänger, Autor und Schauspieler
- Brereton Jones, Politiker und Gouverneur von Kentucky
- Richard Riley, US-Bildungsminister und Gouverneur von South Carolina
- Pete Rose, Baseballspieler
- Bob Mathias, Leichtathlet und Politiker
- Edgar Mitchell,  Astronaut und sechster Mensch auf dem Mond
- Tom Osborne, Footballspieler und Politiker
- John Steinbeck, Autor
- Fran Tarkenton, Footballspieler und Unternehmer
- John Wayne, Schauspieler
- Larry Wilcox, Schauspieler